# 新潟テレビ21

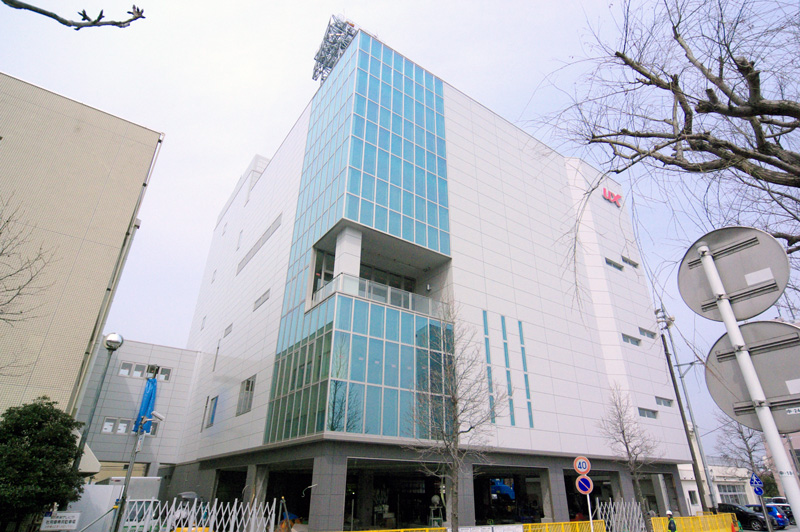
2015年竣工の新館

株式会社新潟テレビ21（にいがたテレビにじゅういち、The Niigata Television Network 21, Inc.）は、新潟県全域を放送対象地域としたテレビジョン放送事業を行っている特定地上基幹放送事業者。テレビ朝日ホールディングスの持分法適用関連会社である。
略称は、開局から2006年（平成18年）7月31日まではNT21（エヌティーにじゅういち）、同年8月1日からCI導入に伴いコールサイン「JOUX-DTV」に因むUX（ユーエックス）に変更した（一部UXTVまたはuxtvという表記もあり、ドメイン名も後者「uxtv.jp」）。
ANN系列のフルネット局で、リモコンキーIDはキー局のテレビ朝日と同じ「5」である。

## 概要
新潟県内4番目の民間テレビ放送局として、1983年（昭和58年）10月1日に開局。県内の民放局では最後発となる。また、テレビ朝日系列のフルネット局では、前年の1982年（昭和57年）10月1日に開局した鹿児島放送（KKB）に続いて12局目で、昭和時代では最後の開局である。
本社は、柳都大橋の西詰め、たもとにある。同所はかつて佐渡汽船新潟港ターミナルがあった場所で、開局準備事務所は大正海上火災保険ビルに置かれていた。開局当初の社屋は3階建てだったが、その後5階建て新館が増築されている。また、県内のテレビ局で唯一、新潟駅万代口を真正面から情報カメラで撮影できる場所に位置しており、カメラからは万代口の屋上に掛かる青い「新潟駅」のサインを見ることが出来る。2004年（平成16年）10月23日に発生した新潟県中越地震の際には、新潟駅を映しながら揺れるカメラの映像が全国ネットで伝えられた。
社名（局名）は、当初「新潟テレビ」という案もあったとされるが、先発局の「テレビ新潟（正式名称は「テレビ新潟放送網」（略称・TNN。1998年、TeNYに改称）」と混同されるおそれを防ぐために「21」が付けられたとされている。社名（局名）の「21」は当時のアナログ放送のチャンネル番号21chに由来している。直接の由来となったわけではないものの、21世紀に向けて飛躍するようにという狙いも込められている。開局当初の略称は、前述の通り英称「Niigata Television Network 21」の頭文字から取った「NT21」で、開局時のキャッチフレーズは「はたちになったら21」。同じ頃、「はたちを過ぎたら21」という酷似したキャッチコピーを用い、ラベック姉妹を起用したサントリーのウイスキー「サントリー21」CMが全国的に放送されていたが何の関係もなく、むしろNT21のキャッチフレーズのほうが早かった。
開局にあたって、イメージソング「いとしのキャサリン」（作詞：秋元康、作曲：松尾一彦、歌：CoCo）が制作された。この曲を歌っていたCoCoは、男性のボーカルグループである。試験放送では、モノスコープやカラーバーなどテストパターンの映像のBGMとして、この「いとしのキャサリン」がエンドレスで演奏されていた。また、開局前には新潟市の古町や万代シテイなど県内の繁華街で開局をPRするキャンペーンを実施し、ノベルティグッズのプレゼントなどが行われた。10月1日の本放送開始後には、この「いとしのキャサリン」を収録したカセットテープの視聴者プレゼントも行われた。
通常、地方局の開局にあたっては親会社であるキー局（この局の場合はテレビ朝日）や新聞社（この局の場合は朝日新聞社）が主体となるが、NT21の開局にあたっては、地元の政財界関係者もかなり注力したといわれている。これはテレビ朝日の設立母体の一つである東映の創業者・大川博が新潟県西蒲原郡中之口村（現・新潟市西蒲区）出身であったこと、新潟県が民放テレビの4局化を達成すれば、当時本州日本海側の県では初のケースとなること等が背景にあったといわれている。NT21の初代社長に、当時新潟商工会議所の会頭を務めていた、新潟臨港海陸運送（現・リンコーコーポレーション）社長の大久保政賢が就任したことからも、それが窺える（大久保に社長就任を勧めたのは田中角栄らであるという証言もある）。しかしながら地方都市に4局は当時から既に過当状態であり、後発の弱みで開局時から今日まで経営成績の面では万年最下位から抜け出せずにいる。
UXは2001年（平成13年）4月より、環境キャンペーン「Team ECO ～自然派宣言」を実施しており、植物の葉の形で「eco」の文字を表した「Team ECO」のロゴを放送・広告などで幅広く使用している。「Team ECO」は環境保護・改善を訴える啓蒙活動を中心としたもので、県内の行楽地・景勝地でゴミ拾いなどを行う視聴者参加型イベント「Team ECO Work!」、佐渡島でトキが野生復帰するための環境整備をサポートする「ときプロジェクト」など、県内各所で活動を行っている。2004年（平成16年）11月22日に県内の放送局で初めて環境マネジメントシステム「ISO14001」の認証を取得した他、本社正面ロータリー内には、太陽電池パネルを備えた風力発電機（最大出力1.56kW）を設置、社内で使用する一部の電力を賄っている。
2006年（平成18年）8月1日、これまでの略称「NT21」から、CI導入に伴ってコールサインに因む「UX」に変更した。これは同年10月に同局で地上デジタル放送が開始されて、その後2011年（平成23年）7月以降、地上デジタル放送に一本化され、アナログ時代の親局である21chは最終的に淘汰されるための措置である。地上デジタルの場合、UXに対して物理的に割り当てられたチャンネルが23ch、リモコンキーIDが「5」であり、略称と送信環境との間に整合性がなくなることが、略称変更の大きな要因となった。また、「UX」にはコールサインを表す他に、それぞれのアルファベットにも意味を持たせており、「U」は「You＝あなた・視聴者」、「X」は「未知・無限・進化・交流・発信・可能性・双方向」などを表している。NT21がUXに愛称を変更したため、2006年8月以降親局のチャンネル番号を愛称に使用している局は存在しなくなった。また、デジタル放送のリモコンキーID番号を正式な略称の一部として採用している局もない。
2010年（平成22年）4月3日、新潟市中央区の「LEXN」にサテライトスタジオ「LEXN STUDIO（UXレクスタ）」をオープンさせる。そのこけら落としとして、同日13時55から1時間、「春のUX全部見せます～レクスタ誕生!新番組も始まるよSP～」を生放送した際に、新しい局のキャラクターとして「ゆぅちゃん・ゴーちゃん」が初登場。
2024年度の世帯視聴率（新潟地区）において、ゴールデン・プライムで1位となり、世帯2冠を達成した。プライムにおいては、2008年度以来16年ぶり。ゴールデンにおいては、1996年以降UX史上初の獲得となった。

### 事業所
- 本社 - 新潟県新潟市中央区下大川前通六ノ町2230番19号
- 東京支社 - 東京都中央区築地6丁目16番1号 築地616ビル7階
- 大阪支社 - 大阪府大阪市北区中之島2丁目3番18号 中之島フェスティバルタワー16階
- 長岡支社 - 新潟県長岡市東坂之上2丁目1番1号 ファース長岡ビル5階
- 上越支局 - 新潟県上越市木田2丁目1番1号 上越セントラルビル3階

### 地上デジタル放送
地上デジタル放送は、総務省の計画に基づき、テレビ新潟と同じ2006年（平成18年）10月1日に開始した。同局がサイマル試験放送を始めた時には、「Team Eco」を初めとする同社のキャンペーン、イベント、催物の宣伝のほとんどがハイビジョン化されていた。翌年の夏以降、ハイビジョン制作に於いては、同局はテレビ朝日系列の地方局では積極的な活動を行う局の1つとなった。
また、データ放送にも力を入れている。新潟県内の民放局では一時期、データ放送印刷サービスを常時行った事があり（テレビ新潟、新潟放送は一部の番組放送中のみ実施経験、NHK新潟放送局・NST新潟総合テレビでは全く行っていない）、また2010年（平成22年）2月9日から三条市で行われている、全国初の公共交通社会実験に協力をしている。更に、2012年（平成24年）2月6日には、平日のレギュラー報道番組「全力LIVE」の新コーナー「新潟のみんなでソラをライブ」にて、県内ローカルテレビ局初の、インターネット回線経由を使ったデータ放送双方向機能の使用を開始した。

## ロゴ

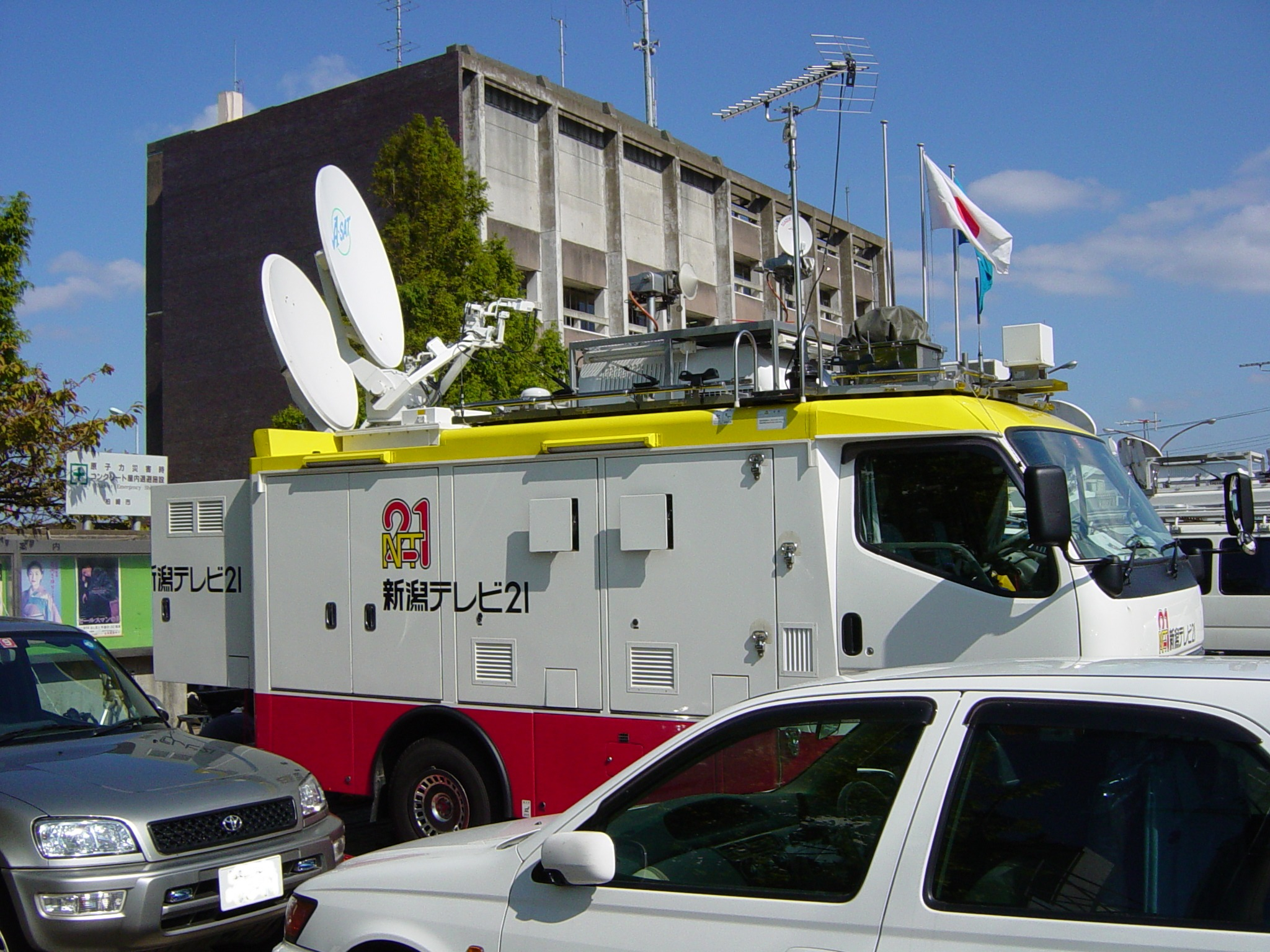
NT21 A-SAT中継車　拉致取材風景（柏崎市）

現在（2006年（平成18年）8月1日 - ）は、イタリック体の「UX」を図案化した赤いロゴを使用している。開局当初から略称変更まで（1983年（昭和58年）10月1日 - 2006年（平成18年）7月31日）は、赤色で大きく「21」と書かれた左下に、黄色い「NT」の文字を配したもの。しかし、デザインが煩雑であることから、速報テロップ等には、ブロック体で図案化した「NT21」というロゴも別途使用していた。後年は番組やイベントによって「NT21」のロゴデザインはまちまちになっており、使用するロゴは一定していなかった。
一方、「新潟テレビ21」の社名ロゴのデザインは変更されず、ほぼ一定のデザインのものを使用していた（ただし、同社のホームページでは局ロゴも社名ロゴも使われていなかった）。しかしUXに改称後は、「新潟テレビ21」のロゴが斜体の文字に変わった（デザインも直線的なデザインから曲線的なデザインになった）。
なお送信所・中継局ではUXロゴが書かれている一方、高田デジタル中継局・アナログ中継局、本社社屋と新館の間に新館建設以前から現存する駐車場の案内看板ではNT21ロゴが残存している。

## チャンネル

### デジタル放送
リモコンキーIDは「5」である。

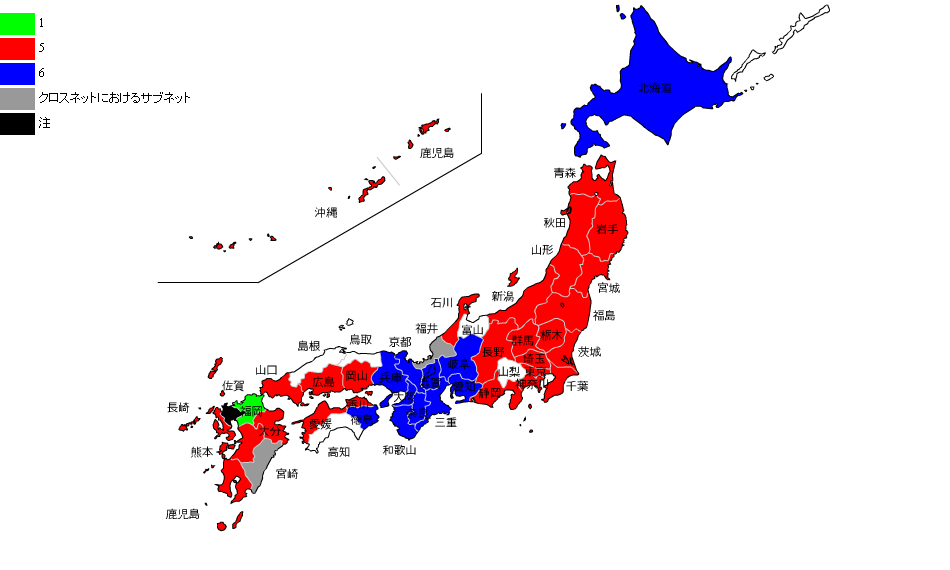
テレビ朝日系列のリモコンキーID地図

新潟県は、岡山・香川準広域圏等と同様に全てリモコンキーIDをキー局に合わせたため、UXはテレビ朝日に合わせて「5」となったが、新潟県で「5」はもともとJNN系列局の新潟放送（BSN）のアナログ親局で使用されていた。そのBSNはリモコンキーIDがTBSテレビと同じ「6」となったため、日本の民放で唯一アナログ親局より大きな番号になった。
なお、ウェブサイトでリモコンキーIDは「5チャンネル」とは書かれず、会社概要では「リモコン番号5」、中継局一覧では「リモコン番号 5番 でご覧下さい」と記載されている。これは地上デジタル放送開始前後、業界ではチャンネルポジションは物理チャンネルとは別という認識が強かったためと思われる。
- 親局：23ch JOUX-DTV 弥彦送信所（出力：3kW）

呼出名称：にいがたテレビ21デジタルほうそう
- 中継局

| - 高田 39ch - 津南 31ch - 新井 49ch - 守門 38ch - 妙高高原 49ch - 三川 49ch - 津川 49ch - 村上 33ch - 村松 49ch - 高柳 41ch | - 津南上郷 22ch - 両津 38ch - 外海府 34ch - 関川 49ch - 青海 31ch - 小出 32ch - 相川 34ch - 湯沢 23ch - 栃尾 49ch - 川口 23ch | - 鹿瀬 23ch - 大和 38ch - 津南田中 23ch - 六日町 38ch - 高千 23ch - 糸魚川大野 31ch - 糸魚川早川 38ch - 朝日 37ch - 府屋 27ch - 土樽 38ch | - 安塚 36ch - 勝木 25ch - 小千谷真人 39ch - 中里 50ch - 黒川 33ch - 湯之谷 32ch - 柿崎 34ch - 松代 36ch - 新発田赤谷 44ch - 越路 43ch | - 鯖石 24ch - 塩沢 31ch - 新津 34ch - 牧 49ch - 下相川 23ch - 牛野尾谷 50ch - 関川女川 38ch - 津南中津 31ch - 柏崎山口 32ch - 中郷 52ch | - 宮古木 30ch - 糸魚川 31ch |

### アナログ放送
2011年7月24日停波時点
- 親局：21ch JOUX-TV 弥彦送信所（出力=映像：30kW、音声：7.5kW）

呼出名称：にいがたテレビ21テレビジョン
- 中継局

| - 高田 37ch - 相川 36ch - 小出 39ch - 津南 53ch - 村上 48ch - 高柳 44ch - 守門 57ch - 関川 57ch - 青海 39ch - 三川 33ch | - 津川東 59ch - 村上市府屋 39ch - 村上市勝木 61ch - 両津 40ch - 高千 62ch - 安塚 40ch - 新井 61ch - 村松 61ch - 栃尾 62ch - 塩沢 62ch | - 土樽 62ch - 越路 61ch - 新津 32ch - 小千谷真人 58ch - 川口 40ch - 大和 62ch - 黒川 62ch - 津南中里 30ch - 鹿瀬 38ch - 村上市朝日 39ch | - 糸魚川早川 40ch - 湯沢 40ch - 糸魚川 37ch - 津川 53ch - 湯之谷 23ch - 六日町 57ch - 外海府 39ch - 下相川 39ch - 糸魚川大野 61ch - 川口大島 51ch | - 妙高高原 34ch - 津南田中 23ch - 津南上郷 30ch - 津南中津 37ch - 柏崎鯖石 61ch - 柏崎山口 39ch - 関川女川 48ch |

## 資本構成
企業・団体の名称、個人の肩書は当時のもの。出典：

### 2020年3月31日 - 2021年3月31日
| 資本金 | 発行済株式総数 | 株主数 |
| ------ | -------------- | ------ |
| 10億円 | 20,000株       | 40     |

| 株主                       | 株式数  | 比率   |
| -------------------------- | ------- | ------ |
| テレビ朝日ホールディングス | 4,230株 | 21.15% |
| 朝日新聞社                 | 4,220株 | 21.10% |
| 本間組                     | 1,260株 | 06.30% |
| 長鐡工業                   | 1,060株 | 05.30% |
| 田中角榮記念館             | 1,000株 | 05.00% |

## 沿革
- 1976年（昭和51年）1月21日 - 放送免許申請。
- 1982年（昭和57年）10月27日 - 新潟県に民放第4局の周波数割り当て。新潟地区では147件の免許申請があった。
- 1983年（昭和58年）[13]。
  - 2月4日 - テレビ放送の予備免許を取得。
  - 3月7日 - 創立株主総会を開催し、新潟テレビ二十一設立。
  - 3月14日 - 開局準備事務所を開設。
  - 4月5日 - 本社社屋・演奏所起工式（佐渡汽船本社跡地）。
  - 7月18日 - 最初の入社式が行われた。
  - 8月21日 - 弥彦山送信所で試験電波送信（二重音声またはステレオ放送[注 12]）。
    - 送信鉄塔はテレビ新潟と共用、送信アンテナは単独設置。
    - マスターは東芝製。送信機、マイクロ波設備はNEC製。

  - 9月21日 - 開局免許を交付。
  - 9月24日 - テレビ放送の本免許を取得。
  - 9月25日 - サービス放送開始。
    - ソニー製のCMバンクが放送用として稼動開始。
    - 番組送出用VTR（1インチのみ）は日立製作所製。CM送出用VTR（1インチ）はソニー製（型番はBVH-2000）だった。

  - 10月1日 - 新潟県で4番目・全国では101局目の民放テレビ局として開局、午前6時10分から本放送を開始（メイン・スタジオ面積は60坪）。
    - 本放送開始地点の中継局は高田、相川、小出、糸魚川、湯沢、新井、津南、糸魚川大野の8局[14]。
    - 開局記念番組として午前7時15分から『飛躍の新潟 今後の課題』を放送。

  - 12月4日 - 開局記念歌謡ショー「栄光のビッグヒット〜競演!!日本列島北から南へ〜」をステレオ放送で全国放送。
- 1984年（昭和59年）10月6日 - 初の生ワイド番組『照光まことの土曜スタジオ』放送開始[15]。
- 1987年（昭和62年）10月3日 - ローカルの土曜朝の1時間番組『THE7』放送開始（ステレオ放送）。
- 1988年（昭和63年）8月15日 - 自社主催の大型ロックコンサート「ポップロケッツ'88」開催。
- 1992年（平成4年）2月9日 - 自社制作番組『心はいつもノーサイド〜北島忠治90歳〜』を全国放送。
- 1994年（平成6年）3月6日 - 10周年記念特別番組『語り継がれゆくもの〜柏崎・綾子舞幻想行〜』を全国放送。
- 1995年（平成7年）
  - 4月17日 - 本社増築工事竣工。
  - 9月4日 - 自社ローカル初且つ新潟県の民放でも初のウィークデーの夕方ワイド番組『小野沢裕子のいきいきワイド』スタート[16]。
- 1998年（平成10年）4月1日 - 字幕放送開始。ステーションキャラクターとして“21世紀マン”を採用（2001年3月まで）。
- 1999年（平成11年）2月28日 - 15周年記念特別番組『鼓童〜地球を一本のロープでつなぐものたち〜』を全国24局ネットで放送。
- 2001年（平成13年）4月1日 - 環境キャンペーン「Team ECO」開始。
- 2002年（平成14年）4月1日 - 『スーパーJチャンネルにいがた』スタート。
- 2003年（平成15年）9月15日 - 送信アンテナをアナログ・デジタル共用のものに更新（新潟放送デジタルと共用、送信鉄塔は新潟放送と共用）。
- 2005年（平成17年）
  - 6月10日 - 地上デジタル放送の予備免許を取得（新潟のNHK、他の民放テレビ3局も同時に取得）[注 13]。
  - 10月1日 - 地上波デジタル放送の試験電波送信（弥彦送信所のみ）。
  - 10月25日 - 地上波デジタル放送の試験放送開始（弥彦送信所のみ）。
  - 11月1日 - 地上波デジタル放送の試験放送をフルパワーの3kWに増力する。
- 2006年（平成18年）
  - 8月1日 - 地上デジタルのサイマル試験放送開始に先立ち、CIを導入。局の略称をNT21からUXに変更。
  - 8月7日 - 4時25分より、地上デジタル放送のサイマルサービス試験放送、データ放送及びワンセグの各試験放送開始。
  - 9月1日から10月8日まで、同局と同じ日に地上波デジタル放送の本放送を開始するテレビ新潟（TeNY）と共同で地上波デジタル放送開始のキャンペーンを実施。
  - 9月25日 - 地上デジタル放送の本免許を取得（テレビ新潟も同日に取得）[17]。
  - 10月1日 - 地上デジタル本放送開始（UHF23ch、出力3kW、コールサイン：JOUX-DTV、リモコンキーID：5）
- 2007年（平成19年）
  - 6月9日 - ローカル番組で、新潟ビッグスワンからJ1リーグ「アルビレックス新潟VSヴィッセル神戸」の模様をハイビジョンで生中継する（ハイビジョン生中継は同局初。それに関する中継機材をレンタルして生放送を実施した）。
  - 7月9日 - 局舎のメイン・テレビ・スタジオがハイビジョン対応になり、『スーパーJチャンネルにいがた』がハイビジョン化される（これに伴い、自社の報道番組の多くがハイビジョンで放送されるようになる）。
  - 7月13日 - 全国高校野球選手権新潟大会（この年は第89回）の開催に伴い、デジタル放送のデータ放送が、その大会仕様のデザインに変更される。しかし、同月16日に新潟県中越沖地震が発生し、同月の18日頃には、同放送はその地震情報用のデザインに変更。更にその後の同月23日には、高校野球及び新潟県中越沖地震情報兼用に変更された（トップページは高校野球）。
  - 7月31日・8月1日 - 長岡市悠久山野球場から第89回全国高校野球選手権新潟大会の準決勝及び決勝をハイビジョン及び5.1チャンネルサラウンドステレオで生中継した（ハイビジョン中継車及びサラウンド関係機器はレンタルで賄う。5.1チャンネルサラウンド・ステレオ放送は、県内ローカル番組史上初。以後この番組の放送は、毎年ハイビジョン、サラウンド・ステレオ音声となる）。
  - 11月10日 - 『まるどりっ!』スタート。
- 2008年（平成20年）6月 - 池上通信機製のハイビジョンSNG・FPU中継システムを自社導入、稼動開始[注 14]。これにより、主に報道中継用等におけるローカルテレビ中継車でのハイビジョン運用を、設備をレンタルしなくてもできる様になった。（ただし、スポーツ中継等、大規模なローカルのハイビジョン番組については、引き続き、中継車等の設備をレンタルして放送を行う。）
- 2009年（平成21年）
  - 8月末頃 - ニュース専用スタジオのハイビジョン化対応工事開始。これに伴い、同工事終了までは全てニュースがメインスタジオでの放送となり、これにより、ローカルニュースが全時間帯ハイビジョン化される。
  - 9月28日 - ニュース専用スタジオのハイビジョン化対応工事完了に伴い、ニューススタジオからの放送もハイビジョン化される。これにより、局舎内設備が全面ハイビジョン化対応となる。
- 2010年（平成22年）
  - 2月9日 - 三条市で実証実験を行っている、デマンド交通と地上波デジタルデータ放送を組み合わせた公共交通社会実験のデータ放送配信を開始。
  - 4月3日 - 新潟市中央区の「LEXN」にサテライトスタジオ「LEXN STUDIO（UXレクスタ）」オープン[注 15]。こけら落としとして、同日13時55分から1時間、『春のUX全部見せます〜レクスタ誕生!新番組も始まるよSP〜』を生放送する。その際に、新しい局のキャラクター「ゆぅちゃん」と「ゴーちゃん」が初登場する。
  - 4月5日 - サテライトスタジオ「LEXN STUDIO（UXレクスタ）」からの初のレギュラー生放送番組、『レクスタ発昼どきキンコンカン』がスタートする[注 16][16]。
  - 7月1日 - 「UXサポーターズ」の活動開始が、『レクスタ発昼どきキンコンカン』の番組内にて発表される。詳しくは下記を参照。
- 2011年（平成23年）
  - 3月22日 - 同年3月11日に東北地方太平洋沖地震が発生し、福島県にある福島第一原子力発電所が放射能漏れ事故を起こした影響で福島県民が新潟県に避難。これに伴ってUXは同じ系列局である福島放送と協力して、『ふくしまスーパーJチャンネル』の録画放送を同年4月29日まで実施[18]。
  - 3月31日 - デジタル中継局全53局の整備が完了[19]。
  - 7月24日 - 正午、地上アナログ放送終了。
- 2012年（平成24年）2月6日 - 平日のレギュラー報道番組『全力LIVE』の新コーナー「新潟のみんなでソラをライブ」にて、県内ローカルテレビ局初の、インターネット回線経由を使ったデータ放送双方向機能の使用を開始[注 17]。
- 2013年（平成25年）10月1日 - 開局30周年。
- 2014年（平成26年）3月 - 社史『UX新潟テレビ21 30年史』発行。
- 2015年（平成27年）4月28日 - 新館が竣工。
- 2017年（平成29年）
  - 6月23日 - 桒原美樹常務が新社長に就任。国内の県・広域民放局では初の女性社長となった[20]。
  - 8月19日から9月23日まで、 - 初の自社製作シリーズドラマ『霊魔の街』放送。
- 2018年（平成30年）
  - 3月2日 - テレビ朝日ホールディングスによる持分法適用関連会社化（秋田朝日放送も同様）[注 18][22]。
  - 10月1日 - 開局35周年。これを記念し、開局から2006年の略称変更まで使用した「いとしのキャサリン」のオープニング・クロージングを一部編集した復刻バージョンで放送。
- 2019年（平成31年/令和元年）
  - 2月19日 - 「がたひめプロジェクト」とともに参画し、新潟県初のバーチャルYouTuber・がたひめを本格的にYouTuberデビューさせた[23]。
- 2021年（令和3年）
  - 3月1日 - マスター（主調整室）を更新。同時に気象システムがウェザーニューズのものから、日本気象協会のものに変更[24][注 19]
  - 6月10日 - 同じテレビ朝日系列局の長野朝日放送、北陸朝日放送とともに株式会社LIP北信越を設立[25]。
  - 10月 - 公式ウェブサイトをリニューアル。同時にURLをHTTPSへ移行。

## ネットワークの移り変わり
従来、新潟県のANN・テレビ朝日（当時はNETテレビ）系列は1968年（昭和43年）開局の新潟総合テレビ（NST）であった。NST設立当時、朝日新聞社が全国朝日系テレビネットワークを構築すべく、全国各地にUHF新局の開局申請を行い、その結果、他系列と相乗りになる形で朝日系のテレビ局「NST」が開局した。読売新聞等の相乗りながら、朝日系のテレビ局としてANNに加盟していた。しかしNSTは、フジテレビとの関係が深く、NSTとクロスネットをしていたNETテレビと日本テレビの両陣営は、新たにテレビ局免許申請の可能性が出てくると、ともにNSTを諦めて新局開設に注力することとなった。しかし1973年（昭和48年）に県内3局目のチャンネルプランが割り当てられた際には、申請者の一本化に失敗して新局開設は頓挫している。1980年（昭和55年）に改めて3・4局目のチャンネルプランが割り当てられた際は、両陣営の激しい免許争奪戦の末、1981年（昭和56年）4月に日本テレビ系列のテレビ新潟（TNN、現・TeNY）が開局。テレビ朝日系列の新潟テレビ21（NT21、現・UX）の開局は、その2年半後となった。
- 1983年（昭和58年）10月1日 テレビ朝日系列局として開局。テレビ新潟放送網に次ぎ、新潟県では2例目の、開局当初からのフルネット局である。
- 他局から移行された番組の割合は、新潟総合テレビ：7、新潟放送：3だが、前者の7のうち2はテレビ新潟放送網開局時に新潟放送から移行されたもので、実際は新潟総合テレビ：5、新潟放送：3、新潟放送 → 新潟総合テレビ：2の割合である[注 20]。

## 情報カメラ設置ポイント
2025年（令和7年）現在、設置されている箇所を挙げる。
- 新潟市
  - UX（本社送信塔）
  - 新潟空港（屋上）
- 長岡市
  - 長岡駅前
- 上越市
  - 直江津港（佐渡汽船　直江津港ターミナル屋上）
- 村上市
  - 瀬波温泉
- 佐渡市
  - 両津港（佐渡汽船ターミナルビル屋上）
- 柏崎市
  - みなとまち海浜公園（柏崎刈羽原発対応）
- 湯沢町
  - 湯沢高原スキー場

## UXサポーターズ
- UXは2010年（平成22年）7月1日から「県民にUXを身近に感じてもらいたい」という狙いからUXサポーターズを結成。専属イベントコンパニオンを採用したのは県内の民放では初の試みであり、UX主催に関するイベントやアナウンス、受付業務などを担当し、テレビにも出演する。任期は1年間となっている。ただし、更新する可能性があるが、この活動を機にその後は様々な分野で活動している。

## 主な番組

### 自社制作番組
- スーパーJにいがた（月曜 - 金曜 16:48 - 18:52）
- UX News（旧・NT21ニュース。月曜 - 金曜 20:54 - 21:00）
- 三幸製菓 Presents 夢のスタート（火曜 23:10 - 23:15。2023年10月3日 - ）
- マイ★メモリーズ 〜ニイガタ・ワンダフル・ライフ〜（金曜 19:54 - 20:00。2024年4月5日 - ）
- まるどりっ!UP（土曜 9:30 - 11:15）
- ミノルクリスSHOW！ ＃音楽でいっぱい（金曜　深夜0時15分   2025年7月4日-）
- 知ットク!新潟（土曜 11:58 - 12:00）
- ほっとホット新潟（土曜 17:55 - 18:00）
- Team ECOプロジェクト（土曜 22:59 - 23:05 → 土曜 23:10 - 23:15）
- ウェザーブレイク
- ランランUX
- テレびより
- アナ×せん
- ご当地グルメ探偵団（2020年まで毎年1月2日に放送。メ〜テレ・SATV・abn・HABとの共同制作、幹事局は年により異なる。）
  - 2021年以降は年末の放送となりタイトル、内容を変えて千原ジュニアの司会に移行。2024年からは山里亮太の司会に。共同制作局は上記と同様。
  - 新発見!グッドニュース大賞2021（2021年12月25日、SATVが幹事局）
  - ハッピーをお届け 中部ニュースSHOW2022（2022年12月30日、当局が幹事局）
  - ハッピーをお届け 中部ニュースSHOW2023（2023年12月31日、abnが幹事局）[26]
  - 発掘!まちの金メダリスト～中部スゴ腕グランプリ～（2024年12月30日放送。HABが幹事局）[27]
- 東京一人暮らし（毎年2月に放送。KFB・abn・SATV・HABとの共同制作、幹事局は年により異なる。）
- ニッポンの酒シリーズ（毎年12月放送。KFB、abn、HAB、OAB、KAB、QABとの共同制作、幹事局は年により異なる。2024年はHABが幹事局）[28]

### ネット番組

#### テレビ朝日系列のネット番組
※ローカルセールス、遅れネットおよび系列局制作番組を記載。なお、制作局の表記のない番組はテレビ朝日制作。
- 見取り図じゃん（月曜 0:10 - 0:40〈日曜深夜〉。同時ネット）
- 永野&くるまのひっかかりニーチェ（月曜 0:40 - 1:00〈日曜深夜〉）
- musicる TV（月曜 1:05 - 1:35〈日曜深夜〉）
- おぎやはぎのハピキャン（月曜 13:50 - 14:20。メ〜テレ制作）
- ハマスカ放送部（火曜 0:15 - 0:45〈月曜深夜〉。同時ネット）
- MEGUMIママのいるBar（火曜 0:50 - 1:15〈月曜深夜〉）
- 錦鯉が行く!のりのり散歩（火曜 13:55 - 14:22。HTB制作）
- 夫が寝たあとに（水曜 0:15 - 1:15〈火曜深夜〉。同時ネット）
- ラブ!!Jリーグ（水曜 1:20 - 1:35〈火曜深夜〉）
- バスケ☆FIVE 日本バスケ応援宣言（水曜 1:35 - 1:50〈火曜深夜〉）
- Break Out（水曜 1:50 - 2:20〈火曜深夜〉）
- おにぎりあたためますか（木曜 0:15 - 0:45〈水曜深夜〉。HTB制作）
- ジャイキリダイアン（木曜 0:45 - 1:10〈水曜深夜〉）
- まだアプデしてないの? → まだアプデしてないの? presents 『逆転男子』 → なにわ男子の逆転男子（木曜 1:15 - 1:45〈水曜深夜〉）
- テレビ千鳥（金曜 0:15 - 0:45〈木曜深夜〉、同時ネット）
- あざとくて何が悪いの?（金曜 0:50 - 1:25〈水曜深夜〉[注 21]）
- ワールドプロレスリング（金曜 1:25 - 1:55〈木曜深夜〉）
- テレメンタリー（土曜 5:20 - 5:50）
- 題名のない音楽会（土曜 11:15 - 11:45）
- ワイド!スクランブル サタデー（土曜 12:00 - 13:30。同時ネット）
- 有吉クイズ（日曜 0:00 - 0:30〈土曜深夜〉）
- 探偵!ナイトスクープ（日曜 0:30 - 1:30〈土曜深夜〉。朝日放送テレビ制作）
- 渡辺篤史の建もの探訪（日曜 10:00 - 10:29）
- FRUITS ZIPPERのNEW KAWAIIってしてよ?（日曜 10:35 - 11:00）
- 相席食堂（日曜 16:30 - 17:30。朝日放送テレビ制作）

#### テレビ東京系列のネット番組
制作局の表記のない番組はテレビ東京制作。
- ドラマ9・失踪人捜索班 消えた真実（月曜 14:50 - 15:45）
- クリックニッポン（火曜 13:50 - 13:55。2025年4月15日 -）
- ドラマプレミア23・財閥復讐〜兄嫁になった元嫁へ〜（土曜 0:20 - 1:15〈金曜深夜〉）
- THEカラオケ★バトル（不定期放送）
- ソレダメ!〜あなたの常識は非常識!?〜（不定期放送）[注 22]
- デカ盛りハンター（不定期放送）

#### その他の番組
- 気絶勇者と暗殺姫（火曜 1:15 - 1:45〈月曜深夜〉。BS11制作）
- ふわり愛（シーズンⅡ）（火曜 1:45 - 2:15〈月曜深夜〉、山陰放送幹事。シーズンⅠはBSNで放送）
- デブとラブと過ちと!（テレビドラマ版。金曜 1:55 - 2:25〈木曜深夜〉。TOKYO MX制作）

## 過去に放送していた番組

### 自社制作番組

#### ニュース番組・天気予報
- NT21ニュース
- ウェザーアイ

#### 平日夕方ニュース帯
- NT21ニュース
- NT21ニュースレーダー（1986年9月 - 1987年10月）
- ニュースポート21（1987年10月 - 1989年3月）
- NT21ニュースシャトル（1989年4月 - 9月）
- NT21 600ステーション（1989年10月 - 1991年3月）
- NT21 530ステーション（1990年10月 - 1993年3月、土曜日・日曜日のみ）
- NT21ステーションEYE（1991年4月 - 1992年10月）
- ザ・にゅうす NT21（1992年10月 - 1994年4月）
- NEWS21（1994年4月 - 1995年9月）
- スーパーJチャンネルにいがた（2002年4月 - 2011年4月）

#### 平日帯情報番組
- 小野沢裕子のいきいきワイド（1995年4月 - 2002年3月）
- レクスタ発昼どきキンコンカン（2010年4月 - 2011年3月）
- 全力LIVE（2011年4月 - 2012年3月）
- にいがたLive!ナマ+トク（2015年9月28日 -  2021年3月26日）
  - 一日の放送終了から開始までの空き時間の一部を利用して権利上再放送出来ない部分をカットした短縮版を再放送していた。

#### 土曜日情報番組
- 照光まことの土曜スタジオ
- THE7（1987年10月3日 - 1994年3月26日、土曜 7:00 - 8:00）
- おはよう!TVくん（1994年4月2日 - 1995年3月25日の土曜 7:00 - 8:00）[29]
- 陽気なトランポリン（2006年4月 - 2007年3月）

#### 音楽番組
- M.M. CLUB
  - 司会は棚橋和博、星山正子
- 音楽と髭（水曜 1:15 - 1:45〈火曜深夜〉）
- THE STREET FIGHTERS

#### バラエティー
- ヤンごとなき! → ヤンごとなき!Classic
  - 2020年9月までは、『ヤンごとなき!』として金曜 0:20 - 0:50〈木曜深夜〉に放送していたが、2020年10月より『ヤンごとなき!Classic』として土曜 1:25 - 1:55（金曜深夜）に放送（毎月最終土曜は『朝まで生テレビ!』の放送の為、休止）。2023年4月1日に放送終了。

#### テレビドラマ
- シリーズドラマ炎の天狐 トチオンガーセブン（2017年8月12日 - 8月17日、全6回）
- シリーズドラマ霊魔の街（2017年8月19日 - 9月23日、全6回）

#### その他
- ふるさとウォッチングTV さとッチ!
- にいがた子どもの広場 → にいがた元気の広場
- あなたのありがとう届けます（金曜 19:54 - 20:00。2023年4月7日 - 2024年3月15日[注 23]）
- ミニネギ!!
- にいがた恋詩
- にいがた美自慢（2018年4月 - 10月）
- Do?Do?Boon!!!（2012年9月29日 - 2019年6月29日）

### テレビ朝日系列番組
※遅れネットおよび系列局制作番組を記載。なお、制作局の表記のない番組はテレビ朝日制作。
- 週刊ことばマガジン（東日本放送制作・ANN東北地区ブロックネット）
- アクセる★ビリー!（メ〜テレ制作）
- アグレッシブですけど、何か?（広島ホームテレビ制作）
- ストリートファイターズ
- オンタマ
- ちい散歩
- ちょっとタビ好キ（九州朝日放送制作。2013年2月26日に打ち切り）
- 秘湯ロマン（2013年3月30日に打ち切り）
- 大人の山歩き-自分に出会える百名山-
- あっちマニア
- 知ってるor知ったか?クイズ!バレベルの塔（朝日放送制作）
- 若大将のゆうゆう散歩（不定期放送）
- キス濱ラーニング
- キングコングのあるコトないコト（メ〜テレ制作）
- だんくぼ・彩
- ブラマヨとゆかいな仲間たち アツアツっ!（2014年9月28日に打ち切り）
- おかずのクッキング（2015年3月に打ち切り）
- GO!オスカル!X21（2016年3月25日に打ち切り）
- ももクロChan〜Momoiro Clover Z Channel〜（2016年9月22日に打ち切り）
- キスマイ魔ジック
- 聞きにくい事を聞く
- くりぃむナンチャラ（2017年3月に打ち切り）
- タイガーマスクW
- サヨナラ、えなりくん
- じゅん散歩（2017年9月23日に打ち切り）
- キスマイレージ
- フリースタイルダンジョン（2018年3月28日に打ち切り）
- バクモン学園 → バクモン学園!!住んでみた。
- オータケ・サンタマリアの100まで生きるつもりです
- 『ぷっ』すま
- 今ちゃんの「実は…」（朝日放送テレビ制作、途中打ち切り）
- ASAHI Pop'n' Press! → ASAHI Pop'n' Press! ココ掘れキッズのおしえてMAP → ASAHI Pop'n' Press! 千原せいじのKids' World（朝日ニュースター向けの番組で、北陸朝日放送・テレビ朝日の共同制作。2018年9月に打ち切り）
- さまぁ〜ず×さまぁ〜ず（2014年3月30日に途中打ち切り → 2016年10月10日より途中再開 → 2018年10月1日再度途中打ち切り）
- アナ行き!（途中打ち切り）
- 雨上がりの「Aさんの話」〜事情通に聞きました!〜（朝日放送テレビ制作、2019年3月23日に打ち切り）
- ビーバップ!ハイヒール（朝日放送テレビ制作、2019年3月29日に打ち切り）
- ドラマL（朝日放送テレビ制作）
  - 声ガール! → 深夜のダメ恋図鑑 → パーフェクトクライム → 神ちゅーんず 〜鳴らせ!DTM女子〜 → ランウェイ24 → Re:フォロワー → 年下彼氏 → トーキョーカモフラージュアワー（2025年4月5日 - 6月21日。土曜 1:25 - 1:55（金曜深夜）[注 24]）
- ポルポ（2020年5月31日に打ち切り）
- すじがねファンです! → ひかくてきファンです!（同時ネット）
- 川柳居酒屋なつみ（2020年9月25日に打ち切り）
- 山里亮太のまさかのバーサーカー（朝日放送テレビ制作、一部の回を放送）
- 品評会ばんちょー（朝日放送テレビ制作）
- あの人が「いいね」した一般人 → いいねの森[注 25]
- 夜の巷を徘徊する → 夜の巷を徘徊しない
- 松之丞カレンの反省だ! → 伯山カレンの反省だ!!
- 松本家の休日（朝日放送テレビ制作）
- 水曜どうでしょうClassic（HTB制作）
- あるある土佐カンパニー（2021年10月14日に打ち切り）
- そんな食べ方あったのか!
- 激レア珍百景（2022年3月27日に打ち切り）
- ぼる塾の煩悩ごはん → ぼる塾のいいじゃないキッチン
- 霜降りバラエティ → 霜降りバラエティX（2022年4月1日に打ち切り）
- イグナッツ!!
- ReAL eSports News（同時ネット）
- もう中学生のおグッズ!
- 路線バスで寄り道の旅（2023年3月26日に打ち切り）
- 世界の車窓から（2023年3月30日に打ち切り）
- ぺこぱポジティブNEWS
- タモリ倶楽部
- VSウエストランド（朝日放送テレビ制作）
- 爆問×伯山の刺さルール!（同時ネット）
- トゲトゲTV（同時ネット）
- 一億総リミッター解除バラエティ 衝動に駆られてみる（同時ネット）
- ウドちゃんの旅してゴメン（メ〜テレ制作）
- 新しい学校のリーダーズの課外授業（2023年12月28日に打ち切り）
- ランジャタイのがんばれ地上波!（2022年10月11日 - 2024年4月2日[注 26]）
- 杉谷拳士が取材中（2023年4月14日 - 2024年4月7日[注 27]）
- シン・時代劇・君とゆきて咲く〜新選組青春録〜（同時ネット）
- イワクラと吉住の番組（同時ネット）
- ナスD大冒険TV（同時ネット）
- マユリカとおねだりフルーツジッパー
- 部活ピーポー全力応援!ブカピ!（朝日放送テレビ制作）
- チョコプランナー[注 28]
- サクラミーツ（2025年5月4日に打ち切り）

### テレビ東京系列番組
- 情報!ソースが決め手
- ジャングルJUNGLE
- 究極の職人シリーズ → ドラマシリーズ・家族
- 期間限定!ピカピカ天王洲LIVE → MUSIX!
- カヴァーしようよ!
- 徳光&コロッケの“名曲の時間です”（2005年10月1日に打ち切り）
- プラチナチケット → 極上の休日 → ソロモンの王宮 → ソロモン流（2006年4月21日に打ち切り）
- スレイヤーズ（途中打ち切り。続編の『NEXT』以降はテレビ新潟で放送）
- 遊☆戯☆王デュエルモンスターズ（途中打ち切り）→遊☆戯☆王5D's（『GX』と『ZEXAL』以降のシリーズは県内未放送）
- ラブひな
- グラップラー刃牙
- テニスの王子様
- 熱血電波倶楽部（『陸上防衛隊まおちゃん』と『朝霧の巫女』それぞれを単独番組として放送。ネット局では唯一全日帯での放送）
- ぴたテン（テレビ大阪制作）
- デ・ジ・キャラットにょ（テレビ大阪制作）
- 爆球Hit! クラッシュビーダマン
  - クロスファイト ビーダマン
- ケロロ軍曹（全26回の傑作選）
- 大丈夫!?我が家の財産
- 奥さまは外国人
- 時空タイムスシリーズ（テレビ大阪制作）
- 逃亡者 おりん※HD
- BLUE DRAGON（第1期のみ放送）※HD
- 手紙バラエティ 三丁目のポスト（テレビ大阪制作）
- タカトシの空飛ぶチェリーパイ
- 女神のキセキ
- 仰天クイズ! 珍ルールSHOW
- 爆笑問題の大変よくできました!
- 銀魂（第2期以降は未放送）
- トミカヒーロー レスキューフォース→トミカヒーロー レスキューファイアー
- P-1ゴールドラッシュ（テレビ大阪制作）
- メタルファイト ベイブレード[注 29]
  - メタルファイト ベイブレード ZEROG
- トランスフォーマー アニメイテッド
- カードファイト!! ヴァンガードシリーズ[注 30]
- たまごっち! ゆめキラドリーム（第169話から放送。第1期及び第3期『みらくるフレンズ』以降は県内未放送）
- お金がなくても幸せライフ がんばれプアーズ!
- 衝撃ゴウライガン!!
- 新・今夜もドル箱
- P-1 パチとも倶楽部（テレビ大阪制作）
- 名曲!にっぽんの歌（『日曜ワイド』にて不定期放送）
- おそ松さん
- プリパラ（第3期のみ放送）[注 31]
- 徳山大五郎を誰が殺したか?
- 妖怪ウォッチ（途中打ち切り）[注 32]
- スナックワールド
- 一茂&良純の自由すぎるTV（不定期放送）
- イナズマイレブン アレスの天秤 → イナズマイレブン オリオンの刻印（以前のシリーズは県内未放送）
- 先生、、、どこにいるんですか? 〜会って、どうしても感謝の言葉を伝えたい。〜（不定期放送）
- 和風総本家 → 二代目 和風総本家（テレビ大阪制作）
- ドラマ24
  - 忘却のサチコ
  - 生きるとか死ぬとか父親とか
  - 初恋、ざらり
- ドラマプレミア23
  - 珈琲いかがでしょう
  - シェフは名探偵
  - うきわ -友達以上、不倫未満-
  - じゃない方の彼女
  - ユーチューバーに娘はやらん!
  - 赤いナースコール
  - 吉祥寺ルーザーズ
  - 警視庁考察一課
  - ダ・カーポしませんか?
  - かしましめし
  - やわ男とカタ子
  - けむたい姉とずるい妹
  - ブラックガールズトーク
  - 95
  - 夫の家庭を壊すまで
  - Qrosの女 スクープという名の狂気
- ドラマ25
  - 花嫁未満エスケープ 完結編（シーズン1は未放送）
  - 季節のない街
- ヒヤマケンタロウの妊娠
- PUI PUI モルカー（第1期） → PUI PUI モルカー DRIVING SCHOOL（第2期）[注 33]
- ドラマパラビ
  - 隣の男はよく食べる
  - メンタル強め美女白川さん
- フェ～レンザイ -神さまの日常-
- SPY×FAMILY（Season1、Season2）
- 週末旅の極意〜夫婦ってそんな簡単じゃないもの〜（土曜 1:20 - 1:50〈金曜深夜〉[注 34]）
- ドラマチューズ!
  - THE TRUTH
  - RoOT / ルート
- ドラマ8 → ドラマ9[注 35]
  - 弁護士ソドム
  - ブラックポストマン
  - ジャンヌの裁き
  - しょせん他人事ですから 〜とある弁護士の本音の仕事〜
  - D&D〜医者と刑事の捜査線〜
  - 法廷のドラゴン
- 記憶捜査〜新宿東署事件ファイル〜（シーズン1[注 36]、シーズン2[注 37]、シーズン3[注 38]）

### その他の番組
- アーノルド坊やは人気者（中部日本放送制作）
- SPOPS
- デジガールPOP!
- CD NEWS
- クボタ民謡お国めぐり（秋田テレビ制作、番組自体は2011年9月24日まで継続）
- 生命之光（2007年9月29日で打ち切り）
- 戦国鍋TV 〜なんとなく歴史が学べる映像〜[注 39]
- おくさまは女子高生
- 涼宮ハルヒの憂鬱（2009年版）
- うみねこのなく頃に（UHFアニメ）
- ちょっと贅沢!欧州列車旅行（旅チャンネル制作）
- Channel-a（BSNから移行）
- TV・局中法度!
- D4DJ First Mix → D4DJ Photon Maiden TV
- ARGONAVIS from BanG Dream!（本放送はBSNで放送[注 40]）
- D_CIDE TRAUMEREI THE ANIMATION
- ぼくたちのリメイク
- アサルトリリィ ふるーつ[注 41]
- イロドリミドリ
- かぎなど
- 組長娘と世話係
- 黒の召喚士
- 農民関連のスキルばっか上げてたら何故か強くなった。
- 令和のデ・ジ・キャラット
- NON STYLE井上のバズらせJAPAN
- ワールドダイスター
- ユーチューニャー
- My Story My Life（月曜 23:10 - 23:15。2022年4月4日 - 2023年9月25日）
- ライアー・ライアー
- We are STARDOM!!〜世界が注目!女子プロレス〜（2021年1月11日にネット開始。同年3月29日に打ち切り。同年10月14日にネットを再開したが、2023年9月29日に再度打ち切り）
- 冒険者になりたいと都に出て行った娘がSランクになってた
- 洋楽天国+（単発放送）
- 結婚指輪物語
- ワンルーム、日当たり普通、天使つき。[30]
- KNOCK OUT STYLE（TOKYO MX制作[注 42]）
- ダンジョンの中のひと（毎日放送制作）
- ドゲンジャーズ[注 43]
  - ドゲンジャーズ〜メトロポリス〜（第4シーズン）
  - シン・ドゲンジャーズ（第5シーズン）
- おいしい給食（Season1[注 44]、Season3[注 45]。Season2は2025年1月現在、未放送）
- BanG Dream!（TOKYO MX制作）
  - BanG Dream! 3rd Season（第3期）[注 46]
  - BanG Dream! It's MyGO!!!!!
  - BanG Dream! Ave Mujica
- Sランクモンスターの《ベヒーモス》だけど、猫と間違われてエルフ娘の騎士として暮らしてます（BS11制作）
- スライム倒して300年、知らないうちにレベルMAXになってました ～そのに～（第2期[注 47]。AT-X、BS11制作）
- 前橋ウィッチーズ（BS11制作）

## 開局時に移行した番組

### NSTからの移行番組
- ANNニュースセブン（NSTでは日曜日のみ未ネット）
- ANNニュースライナー
- ANNニュースレーダー（NSTでは、『ニュースセブン』とは逆に日曜日のみネット。前身の『朝日新聞テレビ夕刊』時代から）
- ANNニュースファイナル
- モーニングショー
- アフタヌーンショー
- おはようワイド・土曜の朝に（朝日放送制作）
- やすきよ笑って日曜日
- 新婚さんいらっしゃい!（朝日放送制作）
- パネルクイズ アタック25（朝日放送制作）
- 象印クイズ ヒントでピント
- 西部警察（NSTではPART-II途中まで、NT21もPART-III途中から）
- 日曜洋画劇場
- 忍者ハットリくん
- The・かぼちゃワイン
- フクちゃん
- プロポーズ大作戦（朝日放送制作）
- 霊感ヤマカン第六感（朝日放送制作）
- 水曜スペシャル
- 欽ちゃんのどこまでやるの!
- 特捜最前線
- クイズタイムショック
- 題名のない音楽会
- 世界あの店この店
- 歌謡ドッキリ大放送
- 独占!女の60分
- 熱闘甲子園（朝日放送・テレビ朝日共同制作）
- 三枝の国盗りゲーム（朝日放送制作）
- ラブアタック!（朝日放送制作）
- 木曜8時枠時代劇（NT21開局時には『遠山の金さん』（高橋英樹版）の途中から）
- ドラえもん (1979年のテレビアニメ)（第1作はBSNで放送）
- メタルヒーローシリーズ（NT21開局時には『宇宙刑事シャリバン』の後半から）
- ワールドプロレスリング
- ABC制作金曜9時枠ドラマ（NT21開局時には『新ハングマン』の途中から）
- 必殺シリーズ（朝日放送制作、NT21開局時には『必殺渡し人』のラスト2話から）
- 朝日放送制作土曜夜7時枠（NT21開局時には『レディジョージィ』の後半から）
- あばれはっちゃくシリーズ（NT21開局時には『痛快あばれはっちゃく』の途中から）
- 土曜8時枠時代劇（NT21開局時には『暴れん坊将軍II』の途中から）
- 土曜ワイド劇場
- 徹子の部屋
- 開局時ではないが、2006年3月にNSTから休日早朝番組『生命之光』が移行された模様[独自研究?]。

### BSNからの移行番組
民教協は引き続きBSNが加盟・放送。
- あまから問答（総理府（現・内閣府）提供）
- 明日の経営戦略
- 聖戦士ダンバイン（名古屋テレビ制作）
- スーパー戦隊シリーズ（NT21開局時には『科学戦隊ダイナマン』の後半から）
- シャボン玉プレゼント（朝日放送制作。TBS系番組時代の1975年3月までBSNで放送していたが、「腸捻転」（ネットワークのねじれ現象）解消により新潟地区での放送を中断しており、それ以来の再開）

## 開局時に初めて新潟県で放送されたテレビ朝日系列の番組
- 100万円クイズハンター
- こんにちは2時
- トゥナイト
- 亜空大作戦スラングル（NT21開局時には第38話から放送）
- 愛してナイト（NT21開局時には第32話から放送）
- アイドルパンチ
- ぶったま!ピープー
- 土井勝のおかずのクッキング
- ベストヒットUSA

## アナウンサー

### 男性
- 1994年 小山裕久
- 2014年 岡拓哉
- 2016年 大石悠貴
- 2020年 大角怜司

### 女性
- 2003年 三河かおり（アナウンス部長、NHK札幌放送局から移籍）
- 2015年 大西遥香
- 2020年 小池れいあ（山梨県のケーブルテレビ局・日本ネットワークサービスから移籍）
- 2023年 角元百花、富沢菜々
- 2024年 髙橋泉（NHK千葉放送局から移籍）

### 異動した元アナウンサー
- 1983年 近正仁（現・報道制作局所属記者）
- 1991年 村山朋彦（現・報道制作局長）

### 退社したアナウンサー
男性
- 1983年 照光真（ - 1995年、現・北海道医療大学歯学部教授）
- 1986年 山本肇（ - 2017年）
- 2001年 槇嶋範彦（ - 2007年、→文化放送→フリー）
- 2007年 宮里伸哉（ - 2019年、→TBSテレビディレクター→テレビ信州アナウンサー）
- 2011年 小川功二（ - 2014年、青森テレビから移籍。→長野放送）
- 2016年 野川諭生（ - 2018年11月、→テレビ新広島）
- 村本秀岳（→フリーアナウンサー）
- 市原育男（→文化放送）

女性
- 1983年 星山正子（在籍中、新潟ローカルの音楽番組『M.M.CLUB』のMCなどを担当。退社後はフリー）、入沢美沙、高橋令子
- 1989年 大和田良子（ - 1993年、福島中央テレビから移籍。『スーパーモーニング』リポーターを経て、現在アールクリエーション代表取締役）
- 1994年 真砂徳子（→フリー）、村山志保（ - 2003年3月、自由民主党代議士塚田一郎の妻。なお、妹の村山千代は新潟総合テレビの元アナウンサーであった）
- 1996年 小林直子
- 1997年 古橋春香（→NHK名古屋放送局キャスター）
- 1998年 松土美智子（ - 2001年）
- 1999年 大越洋子（NHK秋田放送局から移籍、→テレビ埼玉契約）、冨高由喜（ - 2020年3月、→フリー）
- 2000年 三浦綾子（ - 2004年9月、→テレビ神奈川→フリー）
- 2004年 小林聖子（ - 2007年9月、退社後は「小林アナ」の芸名でピン芸人）、内山知子（ - 2012年10月）
- 2005年 宮里亜衣（ - 2008年、→フリー）
- 2007年 笠井さやか（ - 2010年、千葉テレビ契約→フリー）
- 2008年 大島直子（ - 2020年、NHK青森放送局から移籍）
- 2010年 高橋美穂（ - 2013年6月）
- 2011年 道岡桃子（ - 2014年）
- 2012年 阿部佳乃（ - 2014年、佐渡テレビジョン出身、→フリー、現・キャスト・プラス所属）
- 2013年 五十嵐利恵（ - 2017年、ミヤギテレビから移籍）
- 2017年 阿部真澄（ - 2020年3月、TBSラジオキャスター出身。→フリー・千葉テレビ契約）、高井瑛子（ - 2021年6月、岩手朝日テレビ出身アナウンサー）、石橋里紗（ - 2022年2月）
- 2018年 髙林梢絵（ - 2020年5月、NHK宇都宮放送局から移籍）、齋藤恵梨（ - 2021年3月、現・NHKさいたま放送局キャスター[31][32]）
- 2021年 富山詠美（ - 2025年3月、5月からセント・フォース所属・TBS NEWSキャスター）
- 野上順子
- 石井寛子（鹿児島テレビから移籍、→NHK横浜放送局）
- 棚橋美稚誉（現・オフィスサッキー取締役、→フリー）
- 山本郁（現・山本かおる）
- 筒井直美
- 川越友佳（→愛媛朝日テレビ→フリー）
- 野中美里（→テレビ神奈川→フリー）
- 服部京子（→琉球放送→フリー・実業家）
- 大西蘭（契約アナウンサーとして、天気キャスターを担当。→NHK新潟放送局キャスター→フリー）
- 玉木佑貴子